# Ludvig 1. af Württemberg
Ludvig 1. af Württemberg (født rundt 1098, død 1158) var greve af Württemberg. Han regerede fra 1143 til 1158.